# Scherzo in la bemolle maggiore (Borodin)
Lo Scherzo in la bemolle maggiore è un brano per pianoforte di Aleksandr Porfir'evič Borodin.

## Storia della composizione
Il pezzo fu scritto da Borodin nel 1885, mentre si trovava in Belgio per una rappresentazione della sua opera Il principe Igor'. Composto per pianoforte, fu in seguito orchestrato da Aleksandr Glazunov, che lo incluse nella sua versione della Petite suite, sempre di Borodin.

## Struttura della composizione
Lo Scherzo si riconosce subito per essere una composizione di Borodin per il suo tono brillante, i ritmi martellanti e le melodie accattivanti. Il tema principale del pezzo presenta un ritmo costante, che è molto impegnativo per il pianista a causa dei continui salti richiesti.